# لونا 1

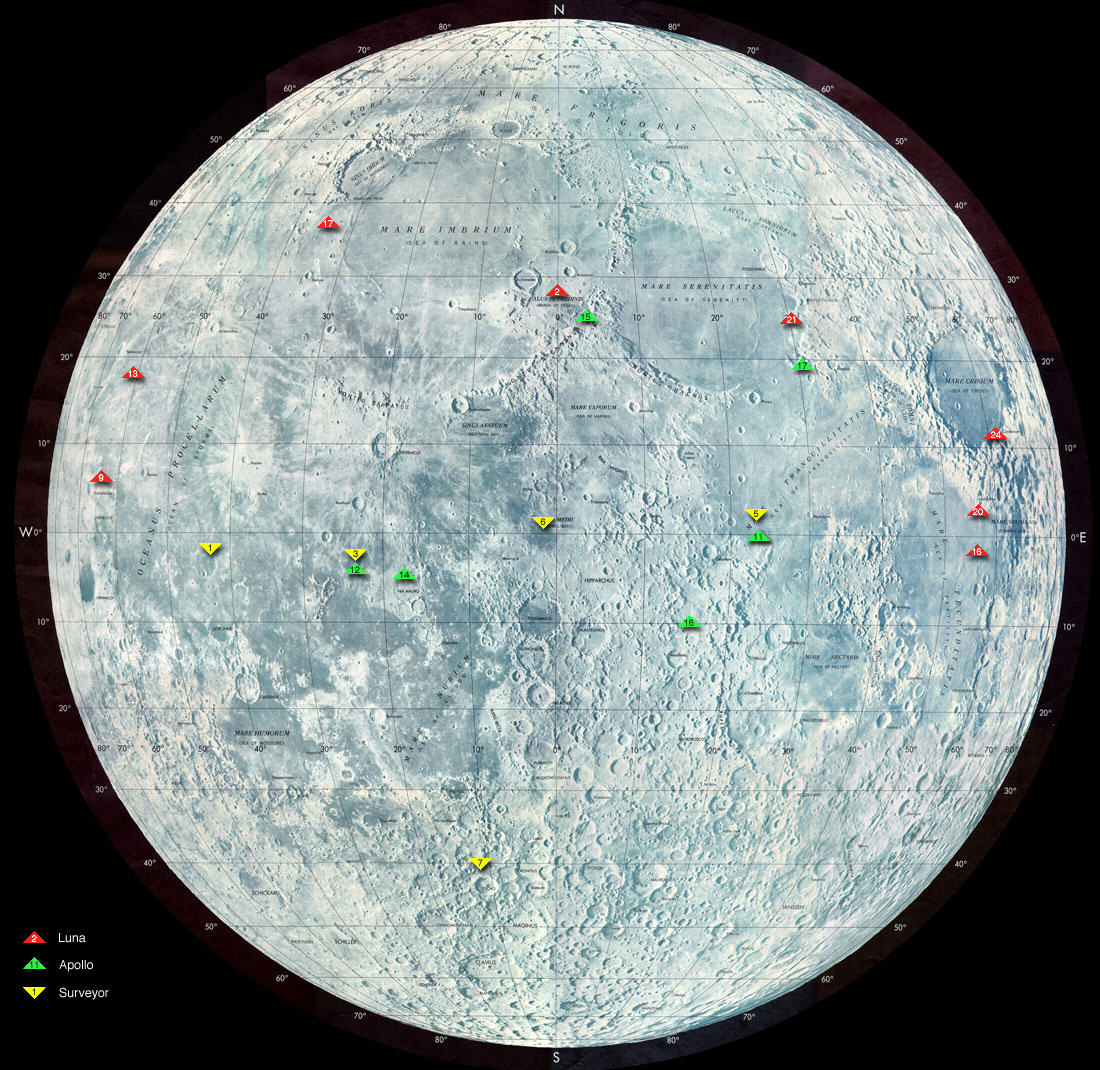
مواقع مهمات لونا على القمر

لونا 1، المعروفة أيضا باسم ميتشتا (الروسية: Мечта) (الروسية: mʲɪt͡ɕˈta)، وتعني الحلم، إيه-1 رقم 4، أول مركبة فضائية تصل إلى محيط قمر الأرض، أول مركبة فضائية توضع في مدار حول الشمس. تم تصميم المركبة كمسبار كجزء من برنامج لونا السوفيتي في عام 1959. 
تسبب عطل في نظام التحكم الأرضي في حدوث خطأ في وقت احتراق المرحلة العليا، مما تسبب في بعد المركبة عن القمر بمقدار 5,900 كم (أكثر من ثلاثة أضعاف نصف قطر القمر). أصبحت مركبة لونا 1 أول جسم من صنع الإنسان يصل إلى مدار حول الشمس وأطلق عليه اسم كوكب اصطناعي 1 قبل أن يتغير إلى ميتشتا بمعنى الحلم باللغة الروسية. كما تمت الإشارة إليها باسم السفينة الكونية الأولى إشارة إلى سرعة إفلاتها من الأرض.

## نظرة عامة
تعتبر مركبة لونا 1 رابع مركبة فضائية والأخيرة من سلسلة واي إي-1. لم تصل الثلاث مركبات السابقة إلى المدار بسبب مشاكل حدثت أثناء إطلاق كل صاروخ.

## المركبة الفضائية
أطلقت الصحافة السوفيتية على القمر الصناعي والصاروخ الذي يحمل مركبة لونا 1 اسم صاروخ الفضاء السوفيتي. صرح ألكسندر كازانتسيف كاتب برافدا اسم ميتشتا (الروسية: Мечта) وتعني الحلم، بينما سمى مواطنو موسكو المركبة باسم لونيك، مزيج من لونا بمعنى القمر وسبتنك. قبل أن يتغير اسمها إلى لونا 1 في عام 1963.
عمل القمر الصناعي الكروي ببطاريات أكسيد الزئبق ومراكم الفضة والزنك. استعانت المركبة بخمس هوائيات في نصف الكرة الأرضية، أربعة على شكل سوط وواحد صلب لأغراض الاتصال. احتوت المركبة الفضائية أيضا على معدات لاسلكية بما في ذلك جهاز إرسال التتبع وأنظمة القياس عن بعد. لم يكن هناك نظام دفع في المركبة.
تم تصميم مركبة لونا 1 للهبوط على سطح القمر، كما تم تسليم علامتين معدنيتين مع شعار النبالة السوفيتي والتي تم تضمينها في حزمة الحمولة. تواجدت أيضا ستة أدوات لدراسة القمر عند هبوطه عليها. كان مقياس المغناطيسية لبوابة التدفق ثلاثي المحاور يستطيع قياس ± 3000 جاما.
تم تصميم المركبة لاكتشاف الحقول المغناطيسية القمرية. تم تركيب جهازين للكشف عن النيازك الدقيق، طورتهما تاتيانا نازاروفا من معهد فيرنادسكي، على المركبة الفضائية. يتكون كل منها من صفيحة معدنية بها نوابض تستطيع بهم الكشف عن الصدمات الصغيرة.
تم تضمين أربعة مصائد أيونية، تستخدم لقياس الرياح الشمسية والبلازما. تم تطويرها بواسطة قنسطنطين جرينواز. تضمنت الحمولة العلمية أيضًا عدادات جايجر لتفريغ الغاز، وعداد وميض يوديد الصوديوم، وكاشف شيرينكوف. احتوت المرحلة العليا من الصاروخ على عداد وميض و 1 كيلوغرام (2.2 رطل) من الصوديوم لتجربة تشتت الغاز.
وصل وزن المركبة الفضائية ما يقرب من 361.3 كيلوغراماً (797 رطلاً) عند الإطلاق.

## الإطلاق

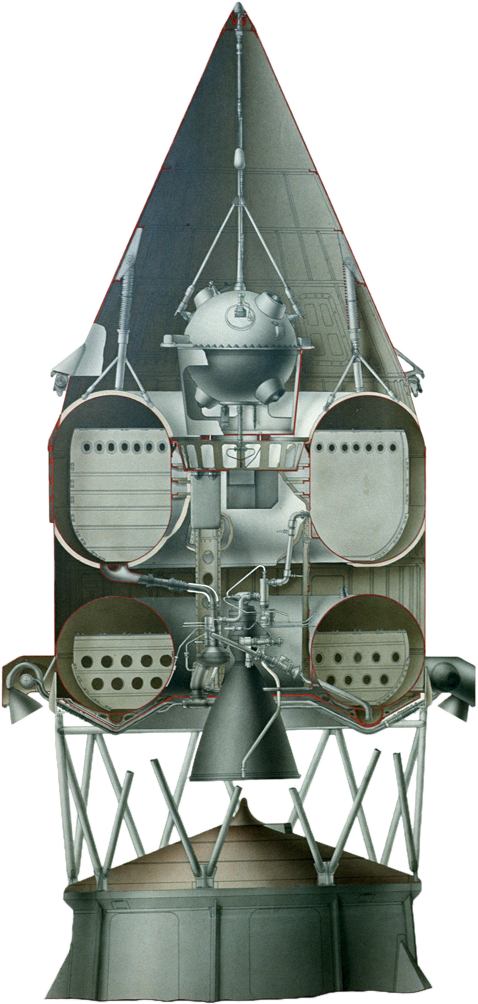
المرحلة العليا لمركبة لونا 1 وحمولتها.

في يوم 2 يناير 1959، في تمام الساعة 16:41 بتوقيت جرينتش (22:41 بالتوقيت المحلي الروسي) من ميناء بايكونور الفضائي، منصة جاجارين، تم إطلاق مركبة لونا 1 بواسطة صاروخ لونا 8 كيه 72. عملت المراحل الثلاثة الأولى للصاروخ بطريقة طبيعية. لم يثق المهندسون السوفييت في الأنظمة الآلية للتحكم في تشغيل المحرك، لذلك قرروا التواصل مع الصاروخ عبر الراديو، فوصلت إشارة إيقاف إطلاق المرحلة إي متأخرة مما تسبب في إضافة 175 متر/ ثانية إلى المسار الرئيسي لمركبة لونا 1.
بالتالي، أخطات مركبة لونا 1 الهدف بمقدار 5,995 كم (ما يعادل 3,725 ميل). في 4 يناير، بعد 34 ساعة من إطلاق الرحلة مرت المركبة على مسافة تتراوح ما بين 3,725–3,977 ميل من سطح القمر. في 5 يناير 1959، نفذت بطارية لونا 1 وهي على بعد 597,000 كم (ما يعادل 371,000 ميل) من سطح الأرض. جعلت تلك المسافة أمر تعقب السفينة شبه مستحيلا.
تم تصميم بطاريات المركبة لتعمل مده لا تقل عن 40 ساعة. الأمر الذي تكلل بالنجاح واستمرت لمدة 62 ساعة.
أصبحت لونا 1 أول جسم اصطناعي يصل إلى سرعة إفلات الأرض ويتجاوزها، جنبًا إلى جنب مع المرحلة العليا لصاروخه الحامل الذي يبلغ 1,472 كيلوجرامًا (3,245 رطلاً)، والذي انفصل عنه بعد أن كان أول مركبة فضائية تصل إلى مدار حول مركزية الشمس، مدار بين مداري الأرض والمريخ.

## نتائج التجربة
في تمام الساعة 00:57 بتوقيت جرينتش من يوم 3 يناير 1959، على مسافة 113,000 كيلومتر (70,000 ميل) من الأرض، تم إطلاق 1 كيلوغرام (2.2 رطل) من غاز الصوديوم بواسطة المركبة الفضائية بهدف تشكيل سحابة خلفها لتكون بمثابة مذنب اصطناعي.
تم إطلاق السحابة لغرضين أولهما السماح بالتتبع البصري لمسار المركبة الفضائية والثاني مراقبة سلوك الغاز في الفضاء. تم تصوير هذا المسار البرتقالي المتوهج للغاز المرئي فوق المحيط الهندي مع سطوع نجم سادس الحجم لبضع دقائق، بواسطة عالم الفلك Mstislav Gnevyshev في المحطة الجبلية للمرصد الفلكي الرئيسي لأكاديمية العلوم في اتحاد الجمهوريات الاشتراكية السوفياتية بالقرب من كيسلوفودسك.
أثناء السفر عبر الحزام الإشعاعي الخارجي لـفان آلين، قام جهاز وميض المركبة الفضائية بعمل ملاحظات تشير إلى وجود عدد صغير من الجسيمات عالية الطاقة في الحزام الخارجي. قدمت القياسات التي تم الحصول عليها خلال هذه المهمة بيانات جديدة عن حزام إشعاع الأرض والفضاء الخارجي. 
لم تكن المركبة قادرة على اكتشاف المجال المغناطيسي القمري الذي وضع حدًا أعلى لقوتها يبلغ 1/10,000 من الأرض.
تم إجراء أول ملاحظات وقياسات مباشرة للرياح للشمسية، تدفق قوى للبلازما المتأينة المنبثقة من الشمس والتي تتدفق عبر الفضاء بين الكواكب. تم قياس تركيز البلازما المتأين هذا بحوالي 700 جسيم لكل سم3 على ارتفاعات تتراوح بين 20,000–25,000 كم ومن 300- 400 جسيم لكل سم3 على ارتفاعات تتراوح بين 100,000–150,000 كم.
تعتبر المركبة الفضائية أول تجربة ناجحة للاتصال اللاسلكي على مسافة تجاوزت نصف مليون.

## ردود الفعل
شكك البعض في صحة ادعاء السوفييت بنجاح المهمة. كتب عنها لويد مالان في كتاب بعنوان الكذبة الحمراء الكبيرة. لم يتلق الكثير في الغرب إرسالًا من المركبة الفضائية مع من أن السوفييت قد نشروا موجتها قبل الرحلة.
أصدر الاتحاد السوفيتي طوابع بريدية تخليداً لذكرى نجاحهم.

## البعثات اللاحقة
أكملت لونا 2، المركبة الفضائية الثانية من سلسلة Ye-1A، المهمة بنجاح في 13 سبتمبر 1959.

## وصلات خارجية
- تاريخ العلم في المجتمع: من الفلسفة إلى المنفعة- الطبعة الثانية.
- الكتاب الكامل لرحلات الفضاء: من أبولو 1 إلى انعدام الجاذبية.
- استكشاف الكواكب الروسية: التاريخ، التطور، الإرث، الآفاق.
- استكشاف الإقمار السوفياتيه والروسيه.
- برنامج الفضاء السوفيتي: سنوات البعثات القمرية 1959-1976.
- ما وراء الأرض: تاريخ استكشاف الفضاء السحيق، 1958-2016.
- زاريا- لونا 1. التسلسل الزمني